# ویلیامسون (آریزونا)
ویلیامسون (به انگلیسی: Williamson) یک منطقهٔ مسکونی در ایالات متحده آمریکا است که در شهرستان یاواپای، آریزونا واقع شده‌است. ویلیامسون ۱۴۷٫۳۷ کیلومتر مربع مساحت و ۳٬۰۲۳ نفر جمعیت دارد و ۱٬۵۴۰ متر بالاتر از سطح دریا واقع شده‌است.